# Radio (receptor)

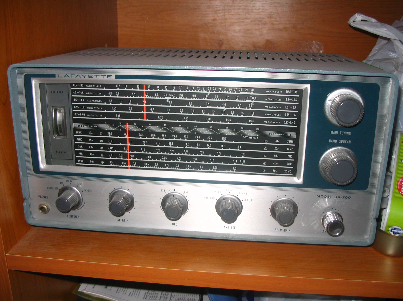
Receptor Lafayette HA-700 de 1962, a válvulas termoiónicas. Los nombres de sus válvulas termoiónicas son 6BA6, 6BL8, 6BA6, 6BA6, 6AQ8 y 6BM8.

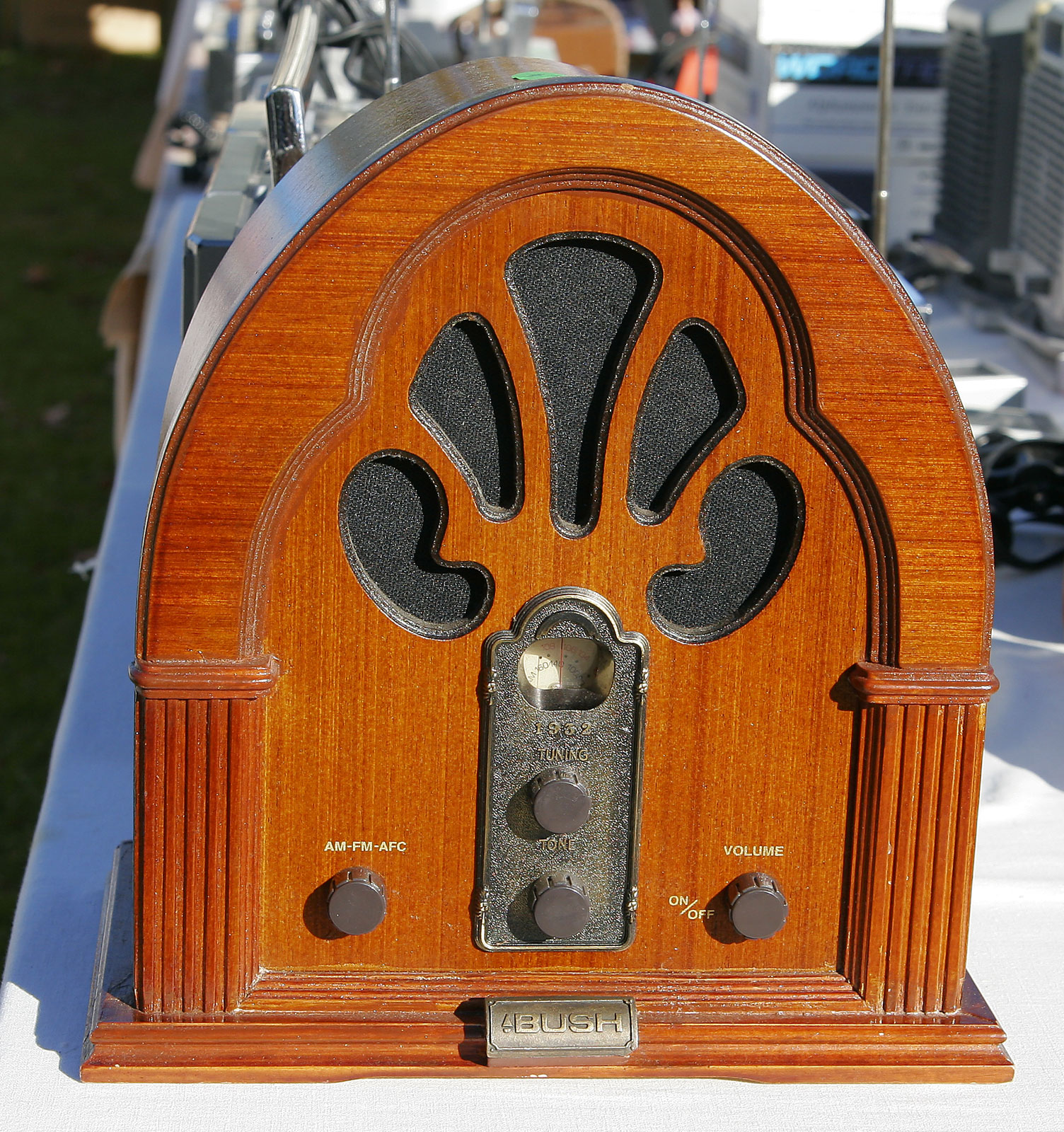
Antiguo receptor de radio.

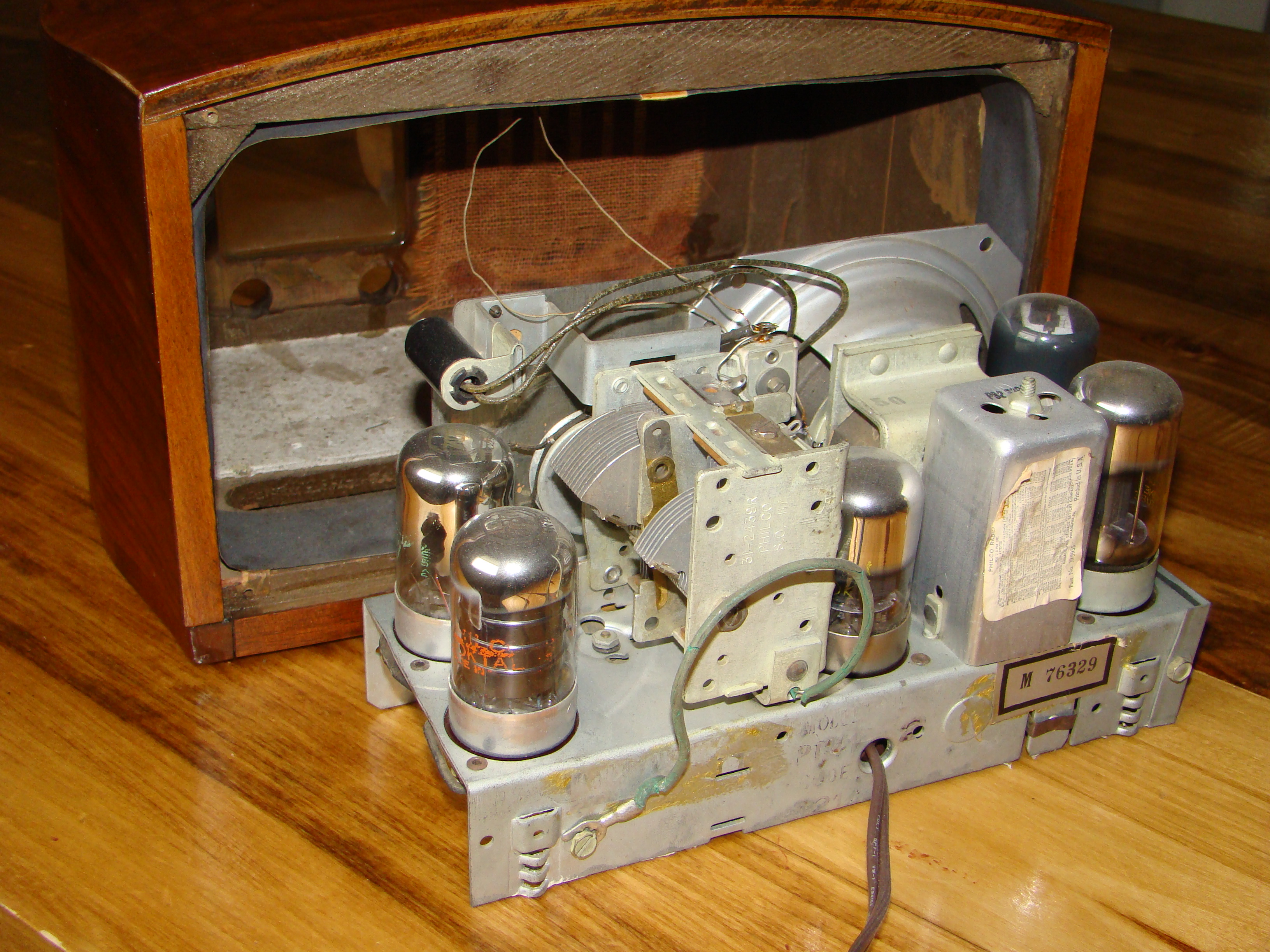
Interior de una radio a válvulas termoiónicas Philco PT44 con las válvulas 35Z5, 50L6GT, 7B7 y 7C6.

Un receptor de radio, o simplemente una radio, es un dispositivo electrónico que permite la recuperación de las señales vocales o de cualquier otro tipo, transmitidas por un emisor de radio mediante ondas electromagnéticas.

## Funcionamiento
Un receptor de radio consiste en un circuito eléctrico, diseñado de tal forma que permite filtrar o separar una corriente pequeñísima, que se genera en la antena, por efecto de las ondas electromagnéticas (el fenómeno se llama inducción electromagnética) que llegan por el aire normalmente (aunque viajan por cualquier medio, inclusive el vacío) y luego amplificarla selectivamente, miles de veces, para enviarla hacia un elemento con un electroimán, que es el altavoz o parlante, donde se transforman las ondas eléctricas en sonido. 
En este circuito hay un condensador variable, que en las radios antiguas iba adosado a un botón de mando o perilla, de modo que al girarlo se varía la capacidad del condensador. El efecto de la variación de la capacidad del condensador en el circuito es filtrar corrientes de distinta frecuencia, y por lo tanto, escuchar lo transmitido por distintas emisoras de radio. 
El receptor de radio más simple que podemos construir es el denominado en los orígenes de la radio receptor de galena.
Se llamaba así porque el material semiconductor que se utilizaba como diodo detector era una pequeña piedra de este material sobre la que hacía contacto un fino hilo metálico al que se denominaba bigote de gato. Este componente es el antecesor inmediato de los diodos de germanio o silicio utilizados actualmente.
Este receptor rudimentario solo permite la audición de emisoras potentes y no muy lejanas, ya que no dispone de amplificación de ningún tipo.

## Evolución de los receptores

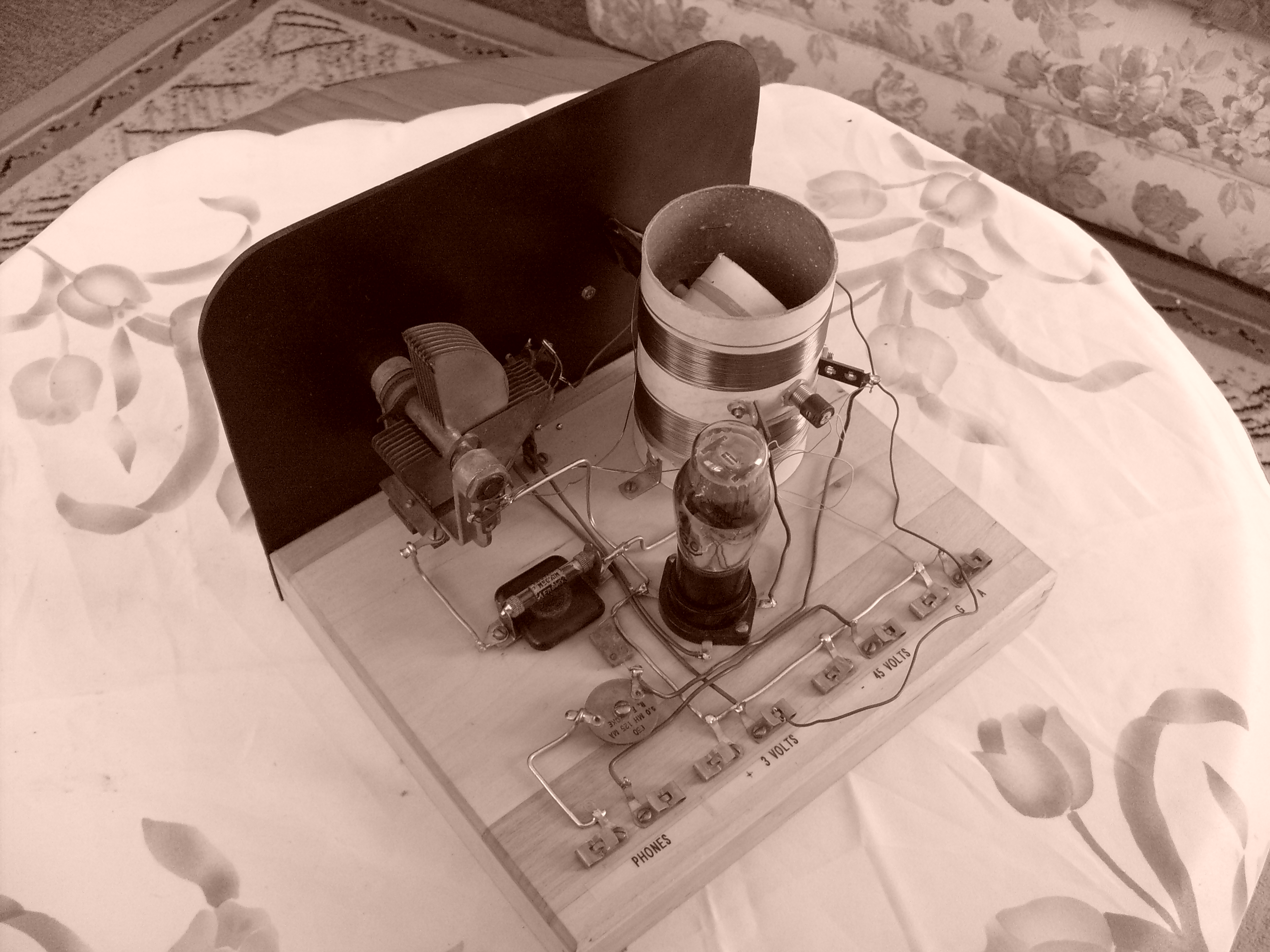
un receptor de radio

El diodo de galena inicial fue sustituido posteriormente por la válvula de vacío, componente electrónico basado en el efecto Edison, esto es, la propiedad que tienen los metales en caliente de liberar electrones. Esta válvula permitió conseguir una mejor sensibilidad.
La invención del transistor al final de los años cuarenta, permitió la miniaturización de los receptores y su fácil portabilidad, al no depender de la conexión a la red eléctrica.
También las técnicas de recepción han evolucionado notablemente desde los inicios de la radio, empezando por la utilización de otros tipos de modulación distintos a la de amplitud, como la modulación de frecuencia, la Banda lateral única, la modulación digital, las diversas configuraciones de los receptores, la propia evolución de los componentes, desde la válvula termoiónica al transistor y luego al circuito integrado.
En lo que a la configuración se refiere, el receptor más elaborado y más eficiente, en cuanto a sensibilidad y selectividad combinadas es el denominado superheterodino, aunque han existido otros más sencillos pero menos eficientes, como el de radiofrecuencia sintonizada, el regenerativo y el superregenerativo.

## Tipos de receptores

### Receptor AM
La modulación en amplitud (AM) funciona mediante la variación de la amplitud de la señal transmitida en relación con la información que se envía.

### Receptor FM
La transmisión en frecuencia modulada aporta varias ventajas, en comparación con la amplitud modulada:
- Mayor fidelidad, se debe a que en FM la señal de modulación (audio) fluctúa entre 50 Hz a 15 kHz. el mensaje musical o hablado que contiene la portadora es más completo y lógicamente cuando el mensaje se reproduce en el altavoz del receptor el sonido es más rico de tonos y armónicos, mientras la AM solo llega a una frecuencia máxima de 5 kHz.
- Tiene la posibilidad de eliminar señales indeseables, se debe a que en FM la modulación la contiene la onda portadora en forma de frecuencia variable y amplitud constante, toda interferencia que causa variaciones puede ser eliminada fácilmente usando en el receptor la etapa limitadora. Pero en AM el mensaje se tiene en forma de variaciones de amplitud si usamos parte de limitador se estaría limitando parcialmente parte de la señal útil.

#### Elementos del receptor de FM

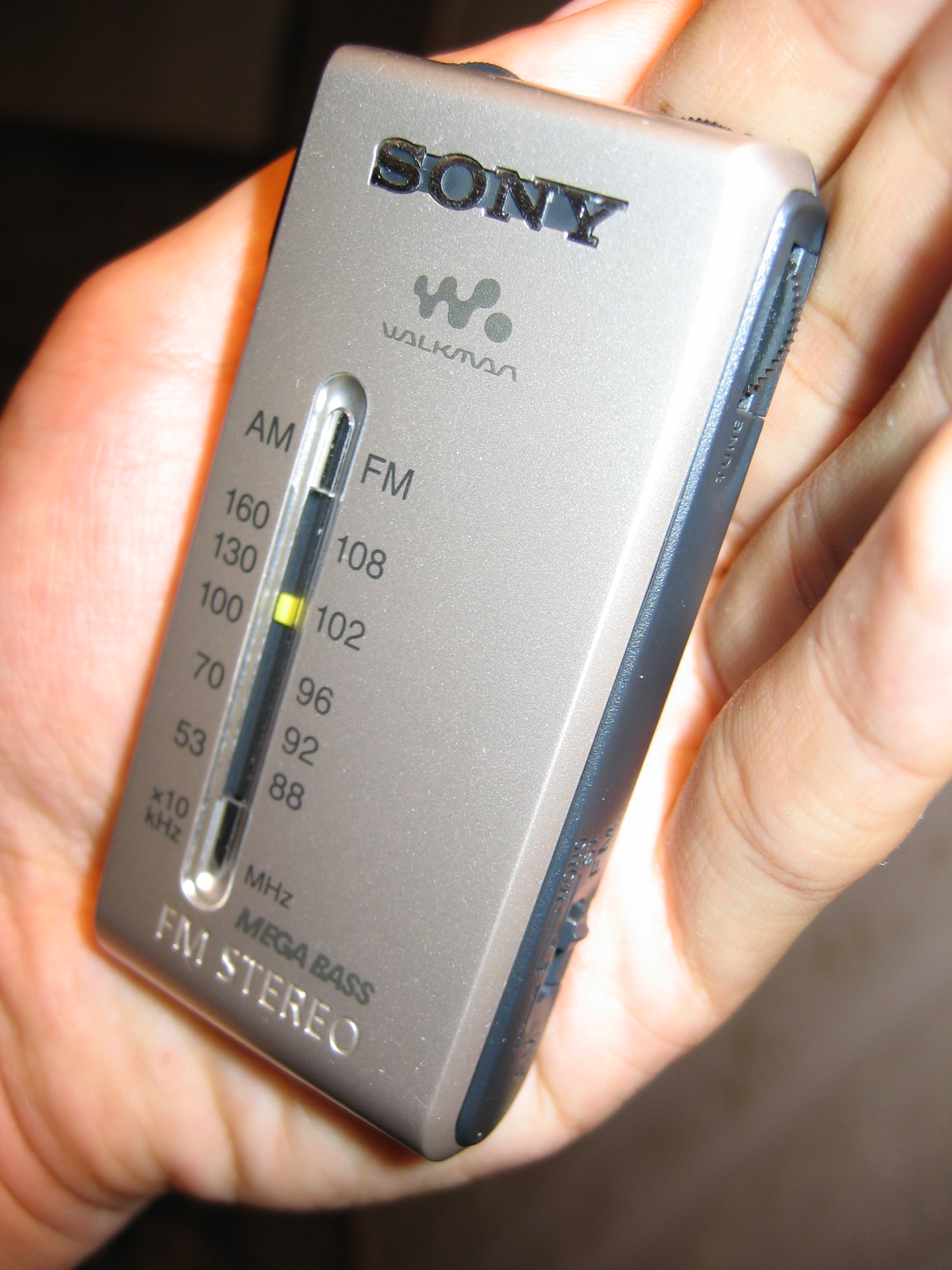
Receptor de radio portátil.

En la actualidad los receptores FM están compuestos por transistores y por circuitos integrados, que deben trabajar a una frecuencia de 87,5 a 108 MHz.
- Antena receptora: En receptores portátiles las antenas son de tipo telescópico y los que tienen en el hogar se forma de un conjunto de conductores que son cortados de una longitud apropiada para una banda de 87,5 a 108 MHz.
- Amplificador de radiofrecuencia: Es el tipo sintonizado, básicamente se encarga de seleccionar una emisora de FM y posteriormente la entrega al sistema conversor conformada por un transistor de alta frecuencia con base a tierra o emisor a tierra.
- Sección conversora: Cambia la frecuencia portadora de emisora seleccionada a un valor de FI (Frecuencia Intermedia) cuyo valor es de 10.7 MHz. En receptores baratos y económicos la conversora usada es auto DINA y en receptores de mayor costo o valor es del tipo de oscilador separado y con control automático de ganancia.
- Canal o sección de frecuencia intermedia: Formado por dos o tres etapas, sintonizado para una frecuencia de 10.7 MHz, se encarga de seleccionar y amplificar la nueva frecuencia a que fue convertida la estación seleccionada cuyo componente finalmente es entregado al discriminador. El canal de FI. (Frecuencia Intermedia) realmente constituye el amplificador principal de la sección de RF.(Radiofrecuencia) tanto de FM y AM, con la única diferencia de que existen dos canales diferentes.
- Discriminador FM: Tiene a su cargo la función demoduladora, es decir se encarga de extraer el envolvente de modulación, en consecuencia en su circuito de salida obtendremos la señal de audio determinada principalmente por la forma de conexión de los diodos, determinando dos tipos de discriminadores:discriminador de Foster y detector de relación.
- Sección de audio: Es el amplificador de audio que sirve tanto como para AM y FM. Comienza en el control de volumen (mono o estéreo) precedidos de una llave selectora para operar con FM o con AM. Si el aparato es del sistema estéreo, la calidad es mejor con sus canales Izquierdo-Derecho que atraviesan el codificador. Cada canal Izq.-Der. opera con su propio parlante.
- Preamplificador de audiofrecuencia
- Parlantes
- Fuente de alimentación

### Receptor DAB
La Radio DAB es el más significativo avance en tecnología de radio desde la introducción del FM stereo. Aporta varias ventajas, en comparación con la Frecuencia Modulada:
- Ofrece mayor número de emisoras, información en la pantalla del receptor como el título de la canción y mayor facilidad para sintonizar las emisoras porque ya no hay que buscar las frecuencias manualmente.
- Proporciona gran calidad en la recepción de señales sonoras, equivalente a la del Disco Compacto. Resuelve los problemas de distorsión y cancelaciones que sufren las señales de FM en móviles (vehículos en movimiento).
- Permite una red de frecuencia única por lo que no hay que resintonizar el receptor si uno se desplaza de un sitio a otro.